# La Chatte (film, 1947)
Pour les articles homonymes, voir La Chatte.
Pour plus de détails, voir Fiche technique et Distribution.
La Chatte (La gata) est un film argentin réalisé par Mario Soffici, sorti en 1947.

## Fiche technique
- Titre : La Chatte
- Titre original : La gata
- Réalisation : Mario Soffici
- Scénario : Tulio Demicheli et Roberto Talice d'après la pièce de théâtre de Rino Alessi
- Musique : Víctor Slister
- Photographie : Antonio Merayo
- Montage : Jorge Gárate
- Pays :  Argentine
- Genre : Drame
- Dates de sortie : 
  - Argentine : 17 juin 1947

## Distribution
- Zully Moreno
- Sabina Olmos
- Nélida Bilbao
- Enrique Diosdado
- Alberto Closas
- Horacio Priani
- Carlos Alajarín
- Tito Grassi
- Violeta Martino
- Adolfo Linvel

## Distinctions
Le film a été présenté en sélection officielle en compétition au Festival de Cannes 1947.